# Cléber (football, 1972)
Pour les articles homonymes, voir Cléber.
Cléber Eduardo Arado, plus communément appelé Cléber, est un footballeur brésilien né le 11 octobre 1972 à São José do Rio Preto et mort à Curitiba le 2 janvier 2021.

## Carrière
Cléber a commencé sa carrière avec l'América Futebol Clube (SP) à São Paulo , en 1992, il a commencé sa carrière senior. Puis a joué au Mogi Mirim Esporte Clube avant le début de sa carrière internationale.
Cléber a rejoint le club japonais de la J1 League Kyoto Purple Sanga en 1997. Le 8 mars, il a fait ses débuts en tant qu'attaquant contre Avispa Fukuoka en J.League Cup. Il a également marqué un but dans ce match.
La saison suivante, il a joué pour le club brésilien Coritiba Football Club , puis pour le club espagnol CP Mérida . En 1998, il est retourné au Brésil et a joué pour plusieurs clubs brésiliens. Il a terminé sa carrière professionnelle en 2006 au Rio Preto Esporte Clube.

## Mort
Cléber est décédé à Curitiba à 48 ans, des suites du COVID-19 , lors de la pandémie au Brésil , après avoir été hospitalisé pendant 34 jours.